# Takhar

Districts de la province de Takhar.

Takhar ou Takhâr est une province du nord-est de l'Afghanistan. Sa capitale est Taloqan.
La province compte environ 16 districts, plus de 1 000 villages et environ 933 700 habitants (2012).
La population de la province est essentiellement tribale et rurale. Les principaux habitants de la province de Takhar sont les Tadjiks à 60% et les Ouzbeks à 35%. Les autres sont Pachtounes, les Hazaras et les Turkmènes. Il existe également une population de Kuchis (nomades) dont le nombre varie selon les saisons.

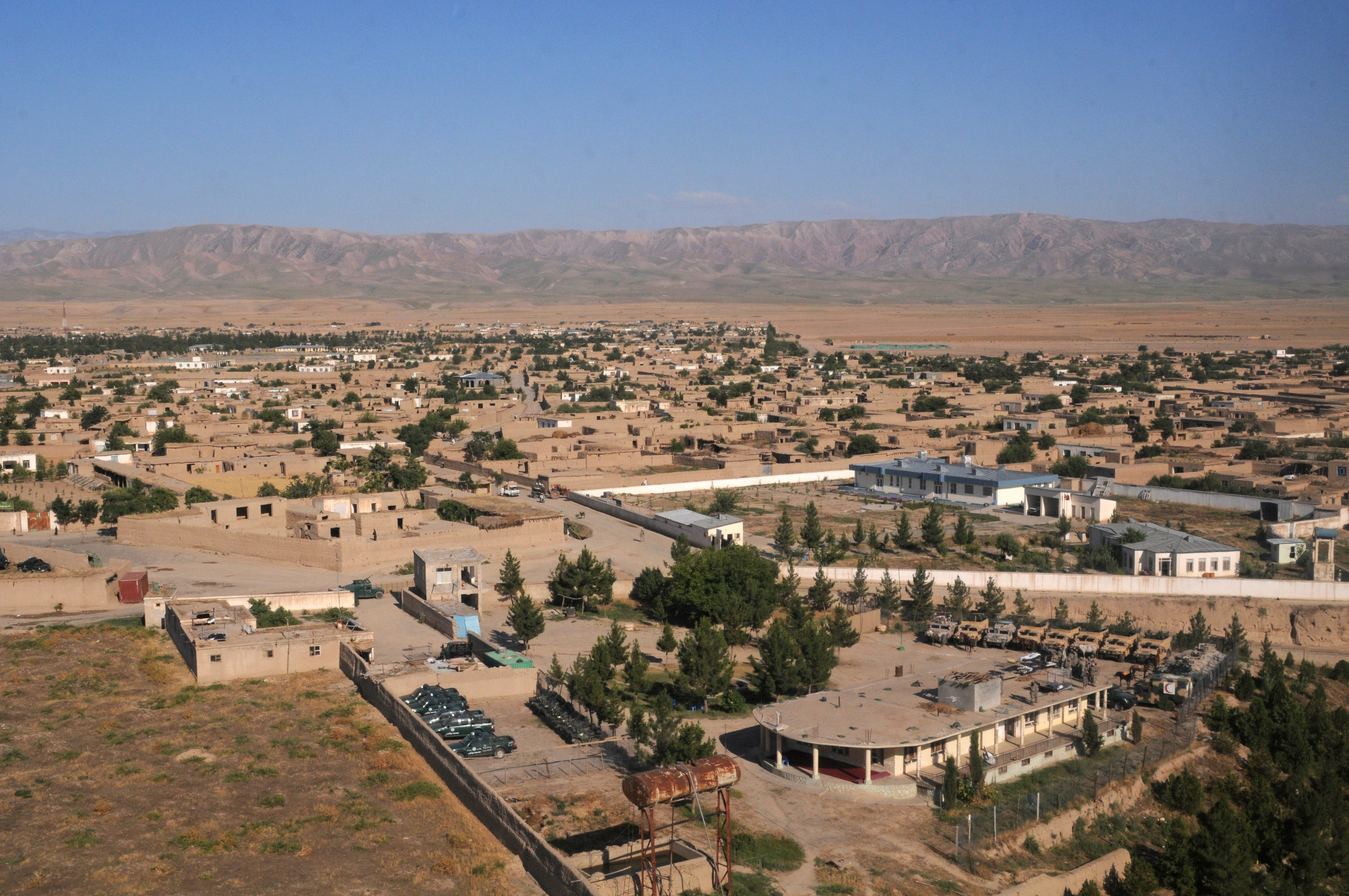
Une vue aérienne

## Population par district
Source :
| Nombre d'habitants en 2006 | Nombre d'habitants en 2006 |
| District                   | Population                 |
| -------------------------- | -------------------------- |
|                            |                            |
| Taloqan                    | 196 400                    |
| Hazarsumuch                | 12 100                     |
| Baharak                    | 27 400                     |
| Khouja Ghar                | 59 000                     |
| Bangi                      | 31 100                     |
| Echkamech                  | 52 300                     |
| Chal                       | 25 000                     |
| Namak Ab                   | 10 800                     |
| Farkhar                    | 41 400                     |
| Kalafgan                   | 31 200                     |
| Rustaq                     | 144 700                    |
| Chahab                     | 68 500                     |
| Yange Qala                 | 38 900                     |
| Khuwaja Bahawuddin         | 20 600                     |
| Darqad                     | 23 900                     |
| Dacht–i Qala               | 28 300                     |
| Warsaj                     | 33 700                     |
| Total                      | 845 300                    |
|                            |                            |